# Rossoscha (Chmelnyzkyj)
Rossoscha (ukrainisch Розсоша; russisch Россоша Rossoscha, polnisch Rososze) ist ein Dorf im Westen der ukrainischen Oblast Chmelnyzkyj mit etwa 1400 Einwohnern.

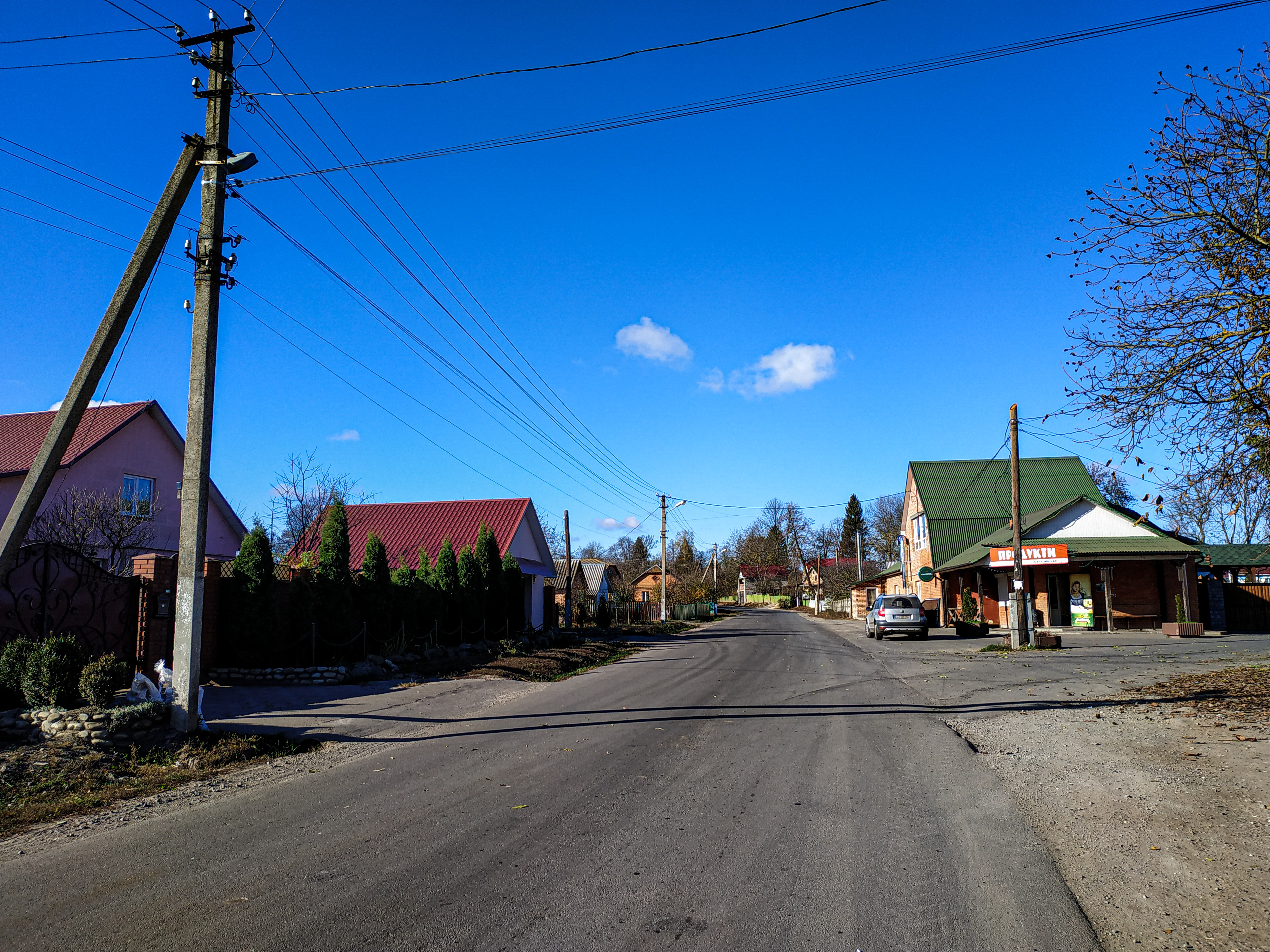
Blick in den Ort

Das Dorf liegt Ufer des Flusses Wowk (Вовк), 12 Kilometer südwestlich der Rajonshauptstadt und Oblasthauptstadt Chmelnyzkyj.

## Verwaltungsgliederung
Am 13. August 2015 wurde das Dorf zum Zentrum der neugegründeten Landgemeinde Rossoscha (Розсошанська сільська громада/Rossoschanska silska hromada). Zu dieser zählen auch die 5 Dörfer Andrijkiwzi, Karpiwzi, Nyschtschi Wowkiwzi, Ruschytschanka und Wyschtschi Wowkiwzi, bis dahin bildete es zusammen mit den Dörfern Nyschtschi Wowkiwzi und Wyschtschi Wowkiwzi die gleichnamige Landratsgemeinde Rossoscha (Розсошанська сільська рада/Rossoschanska silska rada) im Süden des Rajons Chmelnyzkyj.
Am 19. Oktober 2018 kam noch das Dorf Schumiwzi zum Gemeindegebiet, am 12. Juni 2020 kamen noch 19 weitere in der untenstehenden Tabelle aufgelistete Dörfer zum Gemeindegebiet.
Folgende Orte sind neben dem Hauptort Rossoscha Teil der Gemeinde:
| Name                     | Name           | Name                                 |
| ukrainisch transkribiert | ukrainisch     | russisch                             |
| ------------------------ | -------------- | ------------------------------------ |
| Andrijkiwzi              | Андрійківці    | Андрейковцы (Andreikowzy)            |
| Balamutiwka              | Баламутівка    | Баламутовка (Balamutowka)            |
| Iwaniwka                 | Іванівка       | Ивановка (Iwanowka)                  |
| Iwankiwzi                | Іванківці      | Иванковцы (Iwankowzy)                |
| Karpiwzi                 | Карпівці       | Карповцы (Karpowzy)                  |
| Koroliwka                | Королівка      | Королёвка (Koroljowka)               |
| Kudrynzi                 | Кудринці       | Кудринцы (Kudrinzy)                  |
| Lechniwka                | Лехнівка       | Лехновка (Lechnowka)                 |
| Luhowe                   | Лугове         | Луговое (Lugowoje)                   |
| Luka                     | Лука           | Лука                                 |
| Malynytschi              | Малиничі       | Малиничи (Malinitschi)               |
| Mychajliwka              | Михайлівка     | Михайловка (Michailowka)             |
| Mychalkiwzi              | Михалківці     | Михалковцы (Michalkowzy)             |
| Mykytynzi                | Микитинці      | Никитинцы (Nikitinzy)                |
| Monastyrok               | Монастирок     | Монастырок                           |
| Nyschtschi Wowkiwzi      | Нижчі Вовківці | Нижние Волковцы (Nischnije Wolkowzy) |
| Perehinka                | Перегінка      | Перегонка (Peregonka)                |
| Ryschulynzi              | Рижулинці      | Рыжулинцы (Ryschulinzy)              |
| Ruschytschanka           | Ружичанка      | Ружичанка (Ruschitschanka)           |
| Schumiwzi                | Шумівці        | Шумовцы (Schumowzy)                  |
| Skarschynzi              | Скаржинці      | Скаржинцы (Skarschinzy)              |
| Slobidka                 | Слобідка       | Слободка (Slobodka)                  |
| Wydoschnja               | Видошня        | Видошня (Widoschnja)                 |
| Wynohradiwka             | Виноградівка   | Виноградовка (Winogradowka)          |
| Wyschtschi Wowkiwzi      | Вищі Вовківці  | Высшие Волковцы (Wysschije Wolkowzy) |